# Nachtvlinder (film)
Nachtvlinder is een Nederlandse film uit 1999.
Twintig jaar na de film Uit elkaar werd de tweede speelfilm van Herman van Veen uitgebracht, een sprookje waarin het conflict tussen ‘weten’ en ‘geloven’ centraal staat. De film genereerde veel negatieve kritieken en kampte met tegenvallende bezoekersaantallen.

## Verhaal
Koning Olaf van Haland is een albino die in een sombere burcht leeft. Abraham Mogèn, alchemist, wil de zieke koning helpen. Onderweg naar het kasteel wordt hij gedood door de struikrover Wogram en diens rechterhand Onorg. Wogram vermomt zich als de alchemist en weet de gunsten van de koning te winnen.
Om te voorkomen dat iemand Wograms ware identiteit ontdekt, stuurt hij zijn kompaan op pad om de vrouw en beide dochters van de alchemist te doden. Onorg begaat echter een fatale vergissing en vermoordt twee buurmeisjes. Dodelijk ongerust reist Sarah Mogèn, de dochter van de alchemist, naar Haland. Samen met haar zusje Alma gaan ze aan boord van een kogge. Het schip wordt door noodweer getroffen en vergaat.
De twee meisjes worden meer dood dan levend op het strand gevonden door Walko, de vader van de koning, die zijn dagen slijt als strandjutter. Alma bezwijkt aan haar verwondingen en sterft.
Sarah gaat nu, begeleid door Prins Ruben, Walko's jongste zoon, naar het hof. Ruben wordt onderweg hopeloos verliefd op de jonge vrouw. De koning vertrouwt het meisje niet en geeft zijn broer Ruben opdracht om bij Sarah thuis poolshoogte te nemen.
Ondertussen slaagt Wogram er in van een doorzichtige blauwe schelp die hij tussen de bezittingen van de alchemist heeft gevonden, een "zonnehelm" te maken. De koning ziet met de helm op verschijnselen die met het blote oog onzichtbaar zijn. Zielen, die uit doden opstijgen in de vorm van vlinders. De vorst besluit deze "nachtvlinders" te verzamelen in piramides van blauw glas. Wogram ontdekt het geheim van de koning en vermoordt hem in de waan zo macht over leven en dood te krijgen. Willekeurig doodt hij mensen en vangt hun zielen.
Ruben, die tijdens zijn reis in een ravijn is gestort, keert na maanden terug naar Haland. Haveloos en onherkenbaar ziet een woedende menigte hem aan voor de moordenaar. Voordat zij hem kunnen ophangen wordt hij door Sarah gered.
Sarah wordt door Wogram betrapt als zij de lugubere "vlinderverzameling" ontdekt. Ruben weet ternauwernood te voorkomen dat ook Sarah wordt vermoord. Ze doodt Wogram, Ruben vangt zijn zielsvlinder en metselt deze voor eeuwig in een nis.
Aan het slot van de film vliegt een "nachtvlinder" door stenen.

## Trivia
De film trok 8.664 bezoekers.

## Rolverdeling
| Acteur                 | Personage              |
| ---------------------- | ---------------------- |
| Babette van Veen       | Sarah Mogèn            |
| Herman van Veen        | Wogram                 |
| Arthur Kristel         | Prins Ruben            |
| Ramses Shaffy          | Walko van Haland       |
| Jules Croiset          | Abraham Mogèn          |
| Karin Bloemen          | Geertrui Moens         |
| Maike Meijer           | Jonkvrouw Hinde Baldon |
| Fred Delfgaauw         | Koning Olaf van Haland |
| Lori Spee Moeder Mogèn |                        |
| Hans Trentelman        | Onorg                  |
| Frits Lambrechts       | stuurman               |
| Niels Reijnders        | Martijn                |
| Sarah de Wit           | Alma Mogèn             |
| Hans van Leipsig       | kok                    |